# Benton (Tennessee)
Benton és una població dels Estats Units a l'estat de Tennessee. Segons el cens del 2000 tenia 1.138 habitants.

## Demografia
Segons el cens del 2000, Benton tenia 1.138 habitants, 468 habitatges, i 301 famílies. La densitat de població era de 193,6 habitants/km².
Dels 468 habitatges en un 26,5% hi vivien nens de menys de 18 anys, en un 47,6% hi vivien parelles casades, en un 12,8% dones solteres, i en un 35,5% no eren unitats familiars. En el 31,8% dels habitatges hi vivien persones soles el 14,5% de les quals corresponia a persones de 65 anys o més que vivien soles. El nombre mitjà de persones vivint en cada habitatge era de 2,34 i el nombre mitjà de persones que vivien en cada família era de 2,95.
Per edats la població es repartia de la següent manera: un 22,7% tenia menys de 18 anys, un 11,1% entre 18 i 24, un 29,4% entre 25 i 44, un 22,6% de 45 a 60 i un 14,2% 65 anys o més.
L'edat mediana era de 37 anys. Per cada 100 dones de 18 o més anys hi havia 92,6 homes.
La renda mediana per habitatge era de 22.667 $ i la renda mediana per família de 31.146 $. Els homes tenien una renda mediana de 24.667 $ mentre que les dones 23.295 $. La renda per capita de la població era de 12.580 $. Entorn del 15,1% de les famílies i el 20,4% de la població estaven per davall del llindar de pobresa.

## Poblacions més properes
El següent diagrama mostra les poblacions més properes.